# متوالية بوتر
متلازمة بوتر أو متوالية بوتر هي متلازمة تتسم بشكل خارجي معين للجنين نتيجة نقص حاد في السائل السلوي (الأمنيوسي) المحيط بالجنين بسبب مرض في الكلى كالغياب الخلقي للكلى ثنائي الجانب أو نقص تنسج الكلى أو داء الكلية متعددة الكيسات.

## التاريخ
غياب الكليتين الخلقي ثنائي الجانب تم اكتشافه كعيب خلقي في الأجنة عام 1671، وفي عام 1946 قامت إديث بوتر بوصف 20 حالة غياب للكلية مصحوبة بعلامات مميزة في الوجه والرئة، وقامت بتحليل 5000 جثة لأطفال رضع وحديثي الولادة على مدى 10 أعوام، ووجدت أن عشرين منهم عانوا من غياب الكليتين الخلقي ثنائي الجانب وتشوهات في الوجه، ثم نسبت -هي وآخرون- تلك التشوهات بالإضافة إلى نقص تنسج الرئة إلى نقص حاد في السائل السلوي، ثم جاء الاسم «متلازمة بوتر».
و تعد بوتر رائدة في مجال تطور الكلى لدى البشر، ولا زال الباحثون والأطباء يعتدون بإسهاماتها إلى هذا اليوم.

## الأنواع
متلازمة بوتر عبارة عن متوالية (سلسلة من الأحداث) ذات أسباب مختلفة لكنها تؤدي إلى نفس النتيجة، لها تصنيف من حيث السبب ولكن لا يعتد به في المجتمعات الطبية والبحثية، وهو كالآتي:
- النوع 1: بسبب داء الكلية متعددة الكيسات المتنحي
- النوع 2: بسبب غياب خلقي لإحدى الكليتين بينما تكون الأخرى صغيرة سيئة التكوين، أو غياب خلقي لكلتا الكليتين فيما يعرف بالنوع النمطي التقليدي لمتلازمة بوتر كما تم وصفها لأول مرة عام 1946.
- النوع 3: بسبب داء الكلية متعددة الكيسات السائد المرتبط بطفرة في الجينين PKD1 وPKD2K، وعلى الرغم من أن هذا المرض غالباً ما يظهر في البالغين إلا أنه قد يصيب الرضع وحديثي الولادة بشكل نادر.
- النوع 4: في الانسداد طويل المدى الحادث للحالب أو الكلية والذي يؤدي إلى تكيس الكلية أو موه الكلى، ويمكن أن يحدث نتيجة لعوامل بيئية أو جينية.

كما يمكن أن يؤدي تمزق الكيس السلوي وتسرب السوائل لمتلازمة بوتر أيضاً إذا حدث مبكراً ولم يتم اكتشافه.

## الأعراض والعلامات
- نقص تنسج الرئة: غالباً ما يكون شديداً
- ضائقة جنينية
- إعاقة نمو الجنين
- سمات الوجه:(انخفاض الأذن عن المستوى الطبيعي-أنف مسطحة-جلد مجعد-فك صغير)
- عيوب في الهيكل العظمي كاعواج القدم (حنف القدم) وعدم تخليق العجز
- عيوب في العين كالمياه البيضاء وهبوط العدسة
- مشاكل في القلب كرباعية فالوت وعيب الحاجز البطيني والقناة الشريانية المفتوحة[10]

## التشخيص

### التحاليل المعملية
- تحليل كيمياء الدم: للكشف عن القصور الكلوي كمستوى الصوديوم والبوتاسيوم والكالسيوم والحماض الأيضي
- وظائف الكلى: مستوى الكرياتينين ومعدل الترشيح الكبيبي
- صورة دم كاملة: لفحص فقر الدم بسبب نقص الإريثروبويتين
- تحليل البول[11]

### الأشعة

#### أثناء الحمل
- أشعة الموجات فوق الصوتية: عن طريق البطن والمهبل قد يظهر غياب الكليتين، أو داء الكلية متعددة الكيسات
- تصوير بالرنين المغناطيسي: لتشخيص غياب الكليتين الخلقي

#### لحديثي الولادة
بالإضافة إلى التصوير بالموجات فوق الصوتية لفحص الكلى، يتم تصوير الصدر لتشخيص نقص تنسج الرئة

## العلاج
- فور الولادة: يتم تقديم المعالجة الداعمة للتنفس والكلى، والعناية المركزة.
- علاج مشكلات القلب والجهاز الدوري
- على المدى الطويل: يتم علاج أمراض الكلى المزمنة، وقد نلجأ إلى الغسيل الكلوي أو زراعة الكلى.[13]

## توقع سير المرض
بشكل عام يعد التوقع سيئاً والمتلازمة مميتة، وتعتمد النتائج قصيرة المدى على حالة الرئتين، وعلى المدى الطويل تعتمد على حالة الكليتين.

## حالات مشهورة
في يوليو عام 2013 ولدت ابنة لعضوة الكونغرس الأمريكي جيمي هيريرا بيوتلر بهذه المتلازمة، وحتى مايو 2014 كانت لا تزال حية، وقام الأطباء بإجراء تجريبي قبل ولادتها ببضعة أشهر؛ إذ تم حقن محلول ملحي في رحم الأم عدة مرات لمساعدة الرئة على النمو والتطور، وقد نجح هذا الإجراء ولم تخضع الطفلة لتنفس صناعي.